# Scolopocryptops nigridius
Scolopocryptops nigridius är en mångfotingart som beskrevs av John McNeill 1887. Scolopocryptops nigridius ingår i släktet Scolopocryptops och familjen Scolopocryptopidae. Inga underarter finns listade i Catalogue of Life.